# Lista światowego dziedzictwa UNESCO w Bośni i Hercegowinie
Lista światowego dziedzictwa UNESCO w Bośni i Hercegowinie – lista miejsc w Bośni i Hercegowinie wpisanych na listę światowego dziedzictwa UNESCO, ustanowionej na mocy Konwencji w sprawie ochrony światowego dziedzictwa kulturowego i naturalnego, przyjętej przez UNESCO na 17. sesji w Paryżu 16 listopada 1972 i ratyfikowanej przez Bośnię i Hercegowinę 12 lipca 1993 roku.
Obecnie (stan na 2024 rok) na liście znajdują się 5 obiektów: 3 dziedzictwa kulturowego i 2 o charakterze przyrodniczym.
Na bośniackiej liście informacyjnej UNESCO – liście obiektów, które Bośnia i Hercegowina zamierza rozpatrzyć do zgłoszenia do wpisu na listę światowego dziedzictwa – znajduje się 9 obiektów (stan na 2024 rok).

## Obiekty na liście światowego dziedzictwa UNESCO
Poniższa tabela przedstawia bośniackie obiekty na liście światowego dziedzictwa UNESCO:
Nr ref. – numer referencyjny UNESCO
Obiekt – polskie tłumaczenie nazwy wpisu na liście wraz z jej angielskim oryginałem
Położenie – miasto, kanton; współrzędne geograficzne
Typ – klasyfikacja według Komitetu Światowego Dziedzictwa:
- kulturowe (K)
- przyrodnicze (P)
- kulturowo–przyrodnicze (K,P)

Rok wpisu – roku wpisu na listę i rozszerzenia wpisu
Opis – krótki opis obiektu wraz z informacjami o jego zagrożeniu.
     Wpisy transgraniczne
| Nr ref. | Obiekt | Zdjęcie | Położenie                                                                                      | Typ         | Rok  | Opis |
| ------- | --- | ------- | ---------------------------------------------------------------------------------------------- | ----------- | ---- | --- |
| 1260    | Most Mehmeda Paszy Sokolovicia Mehmed Paša Sokolović Bridge in Višegrad                                                                            |         | Republika Serbska 43°46′57,0″N 19°17′16,0″E/43,782500 19,287778                                | K (ii)(iv)  | 2007 | Most Mehmeda Paszy Sokolovicia został wybudowany pod koniec XVI wieku. Liczy ok. 180 m długości. Składa się z 11 łuków łączących przęsła o długości od 11 m do 15 m. a łukami na lewym brzegu rzeki. Budowla jest reprezentacyjnym arcydziełem tureckiego architekta Sinana. Most jest tytułowym „bohaterem” powieści Most na Drinie. |
| 946     | Dzielnica Starego Mostu w Mostarze Old Bridge Area of the Old City of Mostar                                                                       |         | Miasto Mostar, Kanton hercegowińsko-neretwiański 43°20′13,6″N 17°48′53,5″E/43,337111 17,814861 | K (vi)      | 2005 | Historyczne miasto Mostar, obejmujące dolinę rzeki Neretwy, rozwinęło się na przełomie XV i XVI wieku, jako osmańskie miasto graniczne oraz w okresie austro–węgierskim w XIX wieku. Miasto od dawna jest znane ze swoich starych, tureckich domów. W Mostarze znajduje się również Stary Most wybudowany w 1565 roku, przez Turków. Został zaprojektowany przez Sinana, a jego budowa trwała 8 lat. Most został zniszczony, przez chorwacką armię podczas wojny bośniackiej w 1993 roku. W 1995 roku, po zakończeniu konfliktu, przy wsparciu UNESCO rozpoczęto odbudowę mostu, która trwała do 2004 roku. |
| 1504    | Stećci – średniowieczne cmentarze z kamiennymi nagrobkami Stećci Medieval Tombstone Graveyards                                                     |         | Federacja Bośni i Hercegowiny, Republika Serbska                                               | K (iii)(vi) | 2016 | Kamienne nagrobki pochodzące z późnego średniowiecza. W większości są zrobione z wapienia, serpentynów, łupków, zlepieńców lub tufu. Zawierają one szeroką gamę motywów dekoracyjnych i inskrypcji, które reprezentują ciągłości ikonograficzne średniowiecznej Europy. Wpis transgraniczny z Chorwacją, Czarnogórą oraz Serbią. |
| 1133    | Pradawne i pierwotne lasy bukowe Karpat i innych regionów Europy Ancient and Primeval Beech Forests of the Carpathians and Other Regions of Europe |         | 49°00′00″N 15°00′00″E/49,000000 15,000000                                                      | P (ix)      | 2007 | Zespół względnie nienaruszonych europejskich lasów bukowych. Od końca ostatniej epoki lodowcowej buk europejski zaczął się rozprzestrzeniać na terenie Alp, Karpat, Dinaryd oraz Pirenejów. Udana ekspansja na całym kontynencie europejskim jest możliwa, dzięki szerokiej tolerancji buka na różne warunki klimatyczne. Wpis transgraniczny z Austrią, Albanią, Belgią, Bułgarią, Chorwacją, Czechami, Francją, Hiszpanią, Macedonią Północną, Niemcami, Polską, Rumunią, Słowacją, Słowenią, Szwajcarią, Ukrainą oraz Włochami.                                                                          |
| 1673    | Jaskinia Vjetrenica Vjetrenica cave |         | Ravno, Kanton hercegowińsko-neretwiański 40°50′46,6″N 17°58′55,1″E/40,846278 17,981972         | P (x)       | 2024 | Największa jaskinia w Bośni i Hercegowinie. Znaleziono w niej szczątki m.in.: niedźwiedzia jaskiniowego oraz leoparda. W 1981 roku na terenie jaskini utworzono rezerwat geomorfologiczny. |

## Obiekty na bośniackiej liście informacyjnej UNESCO
Poniższa tabela przedstawia obiekty na bośniackiej liście informacyjnej UNESCO:
Nr ref. – numer referencyjny UNESCO
Obiekt – polskie nazwa obiektu wraz z jej angielskim oryginałem na bośniackiej liście informacyjnej
Położenie – miasto, kanton; współrzędne geograficzne
Typ – klasyfikacja według zgłoszenia:
- kulturowe (K)
- przyrodnicze (P)
- kulturowo–przyrodnicze (K,P)

Rok wpisu – roku wpisu na listę informacyjną
Opis – krótki opis obiektu wraz z informacjami o jego zagrożeniu.
| Nr ref. | Obiekt | Zdjęcie | Położenie | Typ                                     | Rok  | Opis |
| ------- | --- | ------- | --- | --------------------------------------- | ---- | --- |
| 906     | Sarajewo – unikalny symbol uniwersalnej wielokulturowości – ciągle otwarte miasto (N.I.) Sarajevo – unique symbol of universal multiculture – continual open city (N.I.) |         | Kanton sarajewski 43°51′00″N 18°22′00″E/43,850000 18,366667                                                                  | K (v)                                   | 1997 | Sarajewo – stolica Bośni i Hercegowiny – ma długą i bogatą historię różnorodności religijnej i kulturowej. Miasto jest również bogate w zabytki takie jak: Ratusz, Most Łaciński, Brusa Bezistan czy Meczet Cesarski.                                               |
| 2098    | Zespół przyrodniczo–architektoniczny Jajce The natural and architectural ensemble of Jajce                                                                               |         | Kanton środkowobośniacki 44°20′00″N 17°15′00″E/44,333333 17,250000                                                           | K, P (ii)(iii)(iv)(v)(vi)(vii)          | 2006 | Miasto Jajce położone jest u zbiegu rzek Pliva i Vrbas. Powstało w średniowieczu, a swój ostateczny kształt uzyskało w okresie osmańskim. |
| 5092    | Historyczna zabudowa Počitelj The historic urban site of Počitelj |         | Kanton hercegowińsko-neretwiański 43°08′02″N 17°43′57″E/43,133889 17,732500                                                  | K (ii)(iii)(iv)(v)(vi)                  | 2007 | Wieś Počitelj prezentuje jeden z nielicznych w Bośni i Hercegowinie, w całości zachowany zespół miejski pochodzący z okresu średniowiecza. Miejscowość została w dużej części zniszczona w wyniku wojny w Bośni.                                                    |
| 5280    | Zespół przyrodniczo–architektoniczny Blagaj The natural and architectural ensemble of Blagaj                                                                             |         | Kanton hercegowińsko-neretwiański 43°15′27,0″N 17°53′19,0″E/43,257500 17,888600                                              | K, P (ii)(iii)(iv)(v)(vi)(vii)          | 2007 | We wsi Blagaj, położonej u źródła rzeki Buna, znajduje się XV-wieczny klasztor derwiszów. W 1827 roku miało tutaj miejsce trzęsienie ziemi, które zniszczyło część zabudowań.                                                                                       |
| 5281    | Zespół przyrodniczo–architektoniczny Blidinje The natural and architectural ensemble of Blidinje                                                                         |         | Kanton hercegowińsko-neretwiański, Kanton zachodniohercegowiński, Kanton dziesiąty 43°37′12″N 17°36′36″E/43,620000 17,610000 | K, P (i)(iii)(iv)(vi)(vii)(viii)(ix)(x) | 2007 | Na terenie Parku Przyrody Blidinje występują obszary, na których występowały przemiany geologiczne podczas orogenezy Gór Dynarskich. Znajduje się tutaj również największe sztuczne jezioro w kraju.                                                                |
| 5282    | Zespół przyrodniczo–architektoniczny Stolac The natural and architectural ensemble of Stolac                                                                             |         | Kanton hercegowińsko-neretwiański 43°05′02″N 17°57′33″E/43,083889 17,959167                                                  | K, P (ii)(iii)(iv)(v)(vi)(vii)          | 2007 | Historyczne centrum Stolaca jest przykładem złożonego zespołu kulturowo–historyczno–przyrodniczego. Na tym obszarze znaleziono pozostałości iliryjskiej osady. W 1519 roku wzniesiono tutaj jeden z pierwszych meczetów na terenie dzisiejszej Bośni i Hercegowiny. |
| 6260    | Rezerwat przyrody – Pierwotny las Perućica Strict Nature Reserve – Primeval forest “Perućica”                                                                            |         | Republika Serbska43°19′00″N 18°42′00″E/43,316667 18,700000                                                                   | P (vii)(ix)(x)                          | 2017 | Na terenie pierwotnego lasu Perućica występuje duża różnorodność gatunkowa. Jest on domem dla m.in.: niedźwiedzia brunatnego, wilka czy rysia. Puszcza znajduje się w Parku Narodowym Sutjeska.                                                                     |
| 6334    | Cmentarz żydowski w Sarajewie Jewish Cemetery in Sarajevo |         | Kanton sarajewski 43°50′59,6″N 18°24′28,4″E/43,849900 18,407900                                                              | K (ii)(iii)(iv)(vi)                     | 2018 | Kompleks grobowy leży na stromym terenie i zajmuje łączną powierzchnię 31 160 m². W sumie znajduje się tutaj ponad 3800 nagrobków. |
| 6400    | Kompleks trawertynowych wodospadów w Martin Brod – Park Narodowy Una Complex of travertine waterfalls in Martin Brod – Una National Park                                 |         | Kanton uńsko-sański 44°29′19,8″N 16°08′30,7″E/44,488833 16,141861 44°29′49″N 16°09′29″E/44,496944 16,158056                  | P (vii)(ix)                             | 2019 | W górnym biegu rzeki Una znajduje się szereg wodospadów zbudowanych z trawertynu. |